# トルナーダ
トルナーダ（オック語：tornada, 「逆の」「ゆがんだ」の意味）は、パトロン・淑女・友人らに当てた抒情詩の、最後の短いスタンザ（コブラ）のこと。
トルナーダは作品の構成（場所と日付）やトルバドゥールの仲間についての有用な情報を含むことが多い。